# Ischaemum philippinense
Ischaemum philippinense är en gräsart som beskrevs av Jisaburo Ohwi. Ischaemum philippinense ingår i släktet Ischaemum och familjen gräs. Inga underarter finns listade i Catalogue of Life.